# Francesco Tarabotto
Francesco Tarabotto (Lerici, 10 luglio 1877 – Genova, 16 luglio 1969) è stato un comandante marittimo italiano.
Diplomato all'Istituto Nautico "San Giorgio" di Genova, quale "Aspirante al Comando di Navi Mercantili", dopo un percorso di carriera ed una notevole affermazione professionale a bordo di navi tra le più prestigiose dell'epoca, fu per circa cinque anni al comando del famoso transatlantico italiano Rex.

## Biografia
Figlio del comandante Filippo Tarabotto e di Maddalena Roncallo, proveniente da una famiglia di grandi naviganti di Lerici, in provincia della Spezia, una delle località italiane ed europee a maggiore tradizione marinara, la carriera del Comandante Superiore CLC Francesco Tarabotto cominciò, dopo il servizio militare nella Regia Marina durante la prima guerra mondiale, navigando a bordo di navi a vela di armatori del suo borgo d'origine, continuò a bordo delle più prestigiose navi della "Italian Line" esistenti all'epoca tra la prima e la seconda guerra mondiale, quali il Duilio e l'Augustus, e si concluse al comando della nave italiana più imponente, lussuosa, tecnologica e celebre della prima metà del ventesimo secolo, il piroscafo Rex, costruito nei cantieri Ansaldo di Genova Sestri Ponente.
Il comandante vi salì per la prima volta a bordo il giorno precedente a quello del viaggio inaugurale, che si svolse il 27 settembre 1932 sulla rotta Genova-New York.
Tarabotto dal 1932 al 1937 fu comandante titolare della nave Rex, con la quale nel viaggio da Genova a New York, tra il 10 ed il 16 agosto 1933, fu conquistato il Nastro Azzurro (in inglese "Blue Riband" o "Blue Ribbon"), trofeo destinato alla nave che attraversava l'Oceano Atlantico in direzione est-ovest nel minor tempo. Il Rex fu l'unica nave italiana ad ottenere il prestigioso riconoscimento, percorrendo le 3.181 miglia nautiche di distanza tra Gibilterra ed il fanale di Ambrose (1 miglio nautico equivale a 1.852 m) in 4 giorni, 13 ore e 58 minuti, ad una velocità media di 28,92 nodi; il primato venne strappato al transatlantico tedesco Bremen e resistette fino al 3 giugno 1935, quando venne battuto dalla nave francese Normandie.
Tarabotto era noto anche per il suo carattere schivo, riservato e poco incline alle esternazioni, poco gradito alle autorità del regime fascista di Benito Mussolini, al potere in Italia all'epoca, che dovette tributargli ugualmente grandi onori per la sua grande professionalità in ambito marinaro e per la grande impresa compiuta con l'ammiraglia della "Flotta Italiana di Linea", che conferiva grande prestigio all'Italia a livello internazionale. Per quella grande e storica impresa, il 4 marzo del 1937 al comandante Tarabotto fu conferito il titolo e grado onorifico di comandante superiore. 
Tarabotto faceva parte del personale di stato maggiore navigante della società "Navigazione Generale Italiana" ed era anche socio della Società Marittima di Mutuo Soccorso di Lerici, una delle più antiche Società liguri (nata nel 1852), alla quale dedicò il Nastro Azzurro. A seguito dei mutamenti avvenuti per le operazioni di riordino della Flotta Nazionale, dal 1º gennaio 1932, passò, in qualità di primo comandante, all'Italia Flotte Riunite; quest'ultima società, dalla data del 1º gennaio 1937, con la nascita della finanziaria marittima Finmare, appartenente al gruppo IRI, fu annoverata tra le quattro grandi società nazionali impegnate nella navigazione di linea, acquisendo la definitiva denominazione di "Italia - Società di navigazione". 
Nell'estate del 1937, a pochi giorni dal suo sessantesimo compleanno, avendo raggiunto i limiti di età, cedette il comando del Rex al suo sostituto, il comandante Attilio Frugone, e lasciò definitivamente il servizio marittimo, ritirandosi in pensione e scrivendo una lettera di ringraziamento a tutto il suo equipaggio.
Il comandante superiore Tarabotto morì all’età di 92 anni, nella sua abitazione di Genova, la sera di mercoledì 16 luglio 1969. Le sue spoglie riposano nel cimitero monumentale genovese di Staglieno.
A Lerici, sul muro della casa natale del comandante Tarabotto, vi è una targa che ricorda lui e la notevole impresa da lui compiuta al comando della T/N Rex per la conquista del Nastro Azzurro, ovvero l'Hales Trophy.

## Onorificenze
Comandante superiore. 
Il 4 marzo 1937, per meriti di servizio, per aver reso all'Italia il prestigioso ed ambito "Nastro Azzurro" con l'impresa della nave "REX", veniva insignito del titolo ed alto grado onorifico di "comandante superiore".

### Intitolazioni
- Genova ha dedicato nel 2016 i nuovi giardini di Boccadasse a Francesco Tarabotto, comandante del REX, vincitore del Nastro Azzurro, con una cerimonia commemorativa e la presenza della banda della Marina Militare.
- Sempre nel 2016 è stata restaurata la Cappella Tarabotto nel cimitero monumentale di Staglieno dall'Opera don Orione di Genova.
- A Lerici, suo paese d'origine, sono e sono state numerose le iniziative per onorarlo, organizzate dalla Società Marittima di Mutuo Soccorso e dal Comune. Oltre alla targa posizionata sulla sua casa natale nel 1970, nel 2013, nell'ottantesimo anniversario della traversata da record del Rex, sempre a cura della Società Marittima di Mutuo Soccorso, della quale il comandante faceva parte, e del Comune di Lerici, sono state inaugurate una piazza a lui dedicata e una grande mostra al castello, dal titolo "Il Rex, Tarabotto e l'epopea dei transatlantici".